# Honky tonk

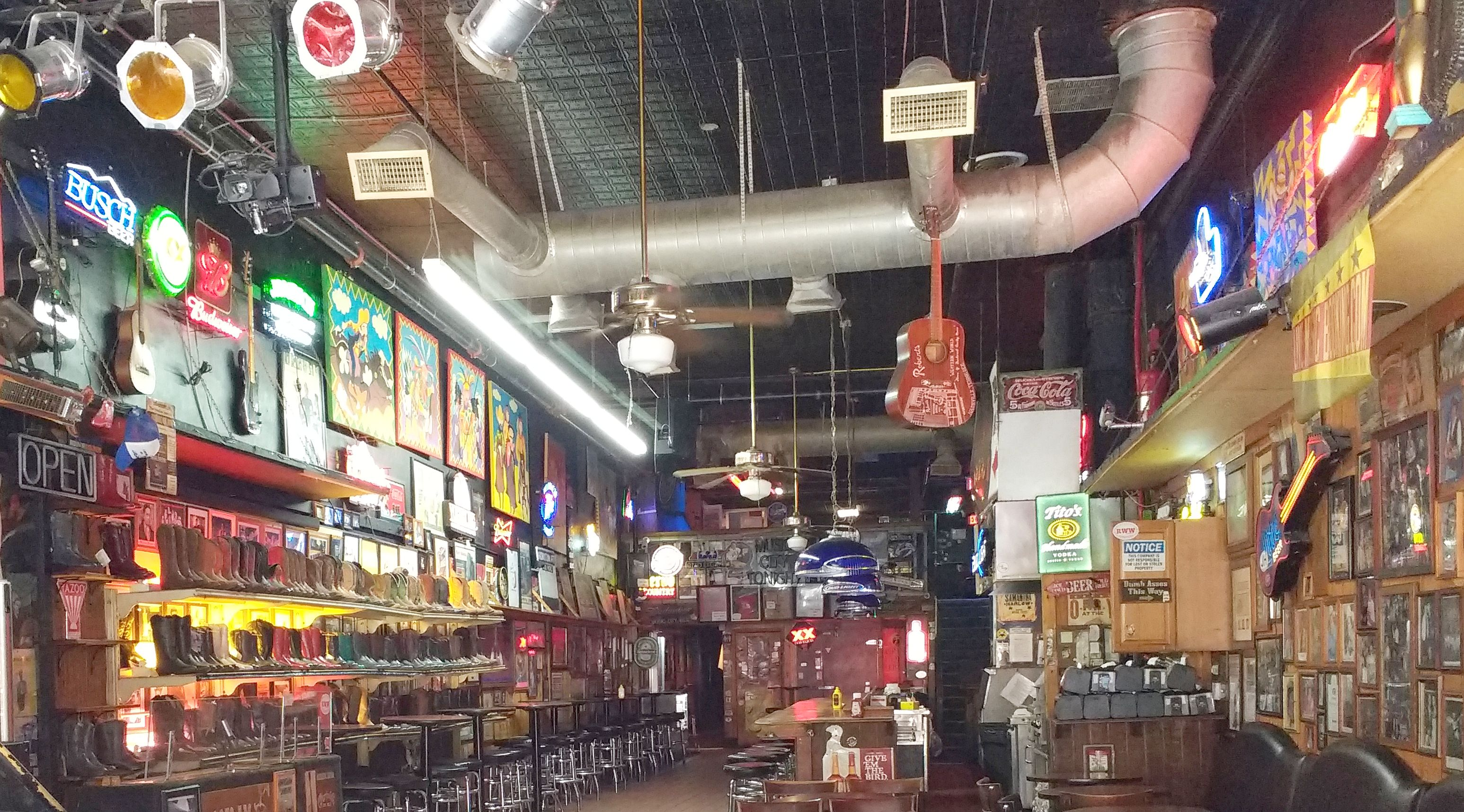
Robert's Western World en Nashville, Tennessee.

Un honky tonk (también llamado honky-tonk, honkatonk, honkey-tonk, o tonk) es un tipo de bar que ofrece con acompañamiento musical, generalmente música country. El término también se aplica a varios estilos de música estadounidense del siglo XX que se tocan en tales establecimientos. Puede referirse también al tipo de piano que se usa para tocar tal música. Bares de este tipo son comunes en el sur y suroeste de los Estados Unidos. Muchos artistas importantes del género country como Jimmie Rodgers, Ernest Tubb, Lefty Frizzell, Hank Williams, Patsy Cline, Johnny Horton o Merle Haggard empezaron sus carreras como músicos aficionados en honky-tonks.
El origen del término «honky-tonk» es motivo de debate, refiriéndose originalmente a espectáculos de variedades subidos de tono en áreas del Viejo Oeste (Oklahoma, los Territorios Indios y principalmente Texas) y a los teatros donde se presentaban.
El primer género musical en ser conocido comúnmente como honky-tonk era un estilo de piano relacionado con el ragtime pero enfatizando el ritmo más que la melodía o la armonía. El estilo evolucionó en respuesta a un ambiente en el que los pianos recibían escasos cuidados, tendiendo a estar desafinados y con algunas teclas dañadas. Estas música honky-tonky fue una influencia importante en el estilo de piano boogie-woogie. Antes de la II Guerra Mundial, la industria musical empezó a referirse a la llamada música hillbilly que se tocaba desde Texas y Oklahoma hasta la Costa Occidental de los Estados Unidos como música «honky-tonk». En la década de 1950, el honky-tonk entró en su era dorada, con la popularidad de músicos como Webb Pierce, Hank Locklin, Lefty Frizzell, Faron Young, George Jones o Hank Williams.

## Origen del término
Honky es un término peyorativo empleado para referirse a las personas de raza blanca derivado de bohunk y hunky, que eran los términos con los que se designaba a los inmigrantes originarios de Bohemia, Hungría y Polonia a principios del siglo XX. El término tonk hace referencia a una marca de piano, la William Tonk & Bros.

## Los bares
Los honky tonks eran locales rudos del sur profundo que servían alcohol a clientes de clase obrera. En ocasiones ofrecían espectáculos de pequeñas bandas o pianista con bailarina incluida y en ocasiones eran burdeles. Solían localizarse especialmente en poblados mineros, fortalezas militares y lugares de extracción de petróleo en las grandes llanuras.

## La música honky tonk
El primer género musical conocido como honky tonk music era un estilo de piano en ragtime, pero enfatizando el ritmo más que la melodía. Este estilo se debía en parte a un ambiente en el que los pianos apenas se cuidaban por lo que estaban desafinados y muchas de sus teclas no funcionaban.